# World Curling
La World Curling, auparavant dénommé en français Fédération mondiale de curling, est une association de fédérations nationales ayant pour but de développer la pratique du curling à l’échelle mondiale et d’organiser des compétitions internationales.

## Historique
Fondée le 1er avril 1966 à Vancouver (Canada) avec sept membres fondateurs (France, Écosse, Canada, États-Unis, Suède, Norvège et Suisse), la Fédération internationale de curling se dote, un an plus tard à Perth en Écosse, de règles du jeu officielles. Ces dernières font chaque année l’objet de modifications plus ou moins substantielles.
En 1991, la Fédération internationale adopte le nom de Fédération mondiale de curling.
Depuis sa création, elle s’est battue pour obtenir du Comité international olympique que son sport figure officiellement aux Jeux olympiques d’hiver. Elle obtient gain de cause en 1998 à Nagano, après que le curling ait été sport de démonstration à Calgary en 1988 puis à Albertville en 1992.

## Informations
Situé à Édimbourg de 1994 à 2000, le siège de la Fédération se trouve depuis à Perth.
La Fédération mondiale de curling compte 61 fédérations affiliées en 2019.

### Présidents
- 1966-1969 : Allan John Cameron (Écosse)
- 1969-1979 : Colin A. Campbell (Canada)
- 1979-1982 : Sven Eklund (Suède)
- 1982-1985 : George Clifton « Clif » Thompson (Canada)
- 1985-1988 : Philip Dawson (Écosse)
- 1988-1990 : Donald F. Barcome (États-Unis)
- 1990-2000 : Günther Hummelt (Autriche)
- 2000-2006 : Roy Sinclair (Écosse)
- 2006-2010 : Les Harrison (Canada)
- 2010-? : Kate Caithness (Écosse)

### Membres

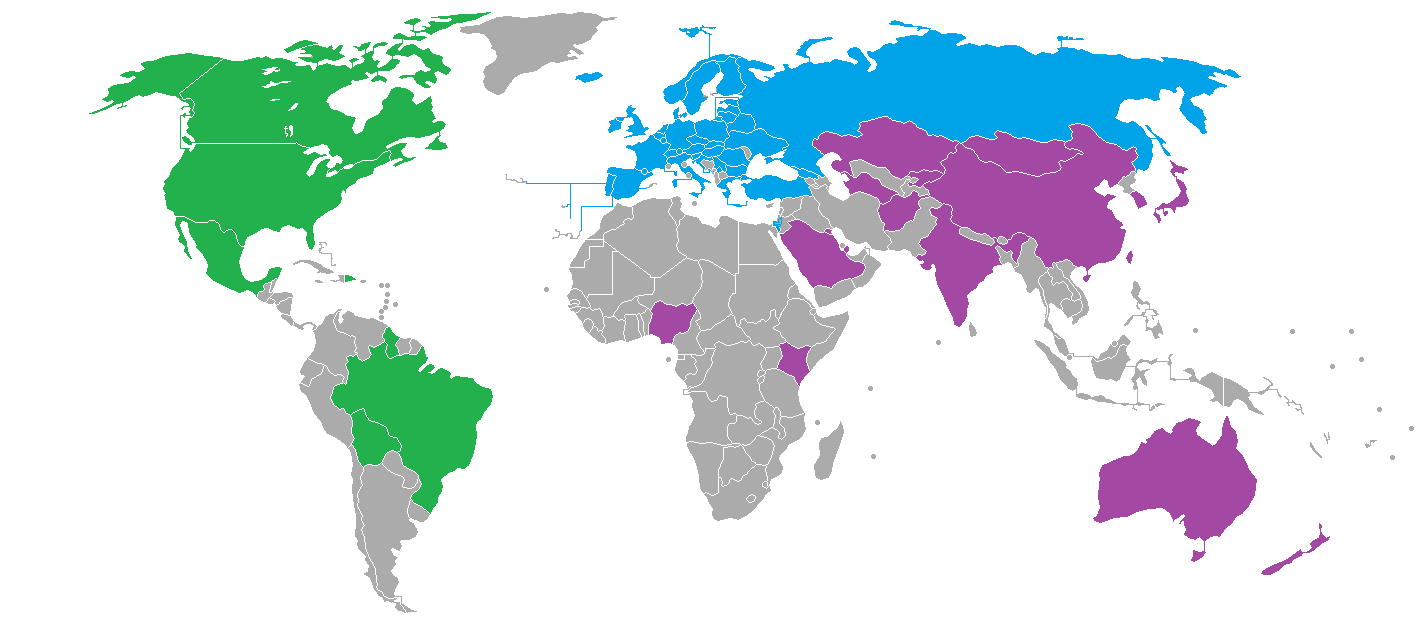
Membres de la Fédération mondiale
le Vert représente la division Amérique, Bleu représente la division Europe, Violet représente la division PAcifique-Asie

| Année | Fédération                                   | Pays                        | Zone WCF       |
| ----- | -------------------------------------------- | --------------------------- | -------------- |
| 2017  | Afghanistan Curling Federation               | Afghanistan                 | Pacifique-Asie |
| 1991  | Andorra Curling Association                  | Andorre                     | Europe         |
| 1986  | Australian Curling Federation                | Australie                   | Pacifique-Asie |
| 1982  | Österreichischer Curling Verband             | Autriche                    | Europe         |
| 1997  | Belarusian Curling Association               | Biélorussie                 | Europe         |
| 2005  | Belgium Curling Association                  | Belgique                    | Europe         |
| 1998  | Brazilian Ice Sports Federation              | Brésil                      | Amérique       |
| 2013  | Bulgarian Curling Federation                 | Bulgarie                    | Europe         |
| 1966  | Curling Canada                               | Canada                      | Amérique       |
| 2002  | Chinese Curling Association                  | Chine                       | Pacifique-Asie |
| 1998  | Chinese Taipei Curling Federation            | République de Chine         | Pacifique-Asie |
| 2004  | Croatian Curling Association                 | Croatie                     | Europe         |
| 1990  | Czech Curling Association                    | République tchèque          | Europe         |
| 1971  | Danish Curling Association                   | Danemark                    | Europe         |
| 2019  | Dominican Skating & Winter Sports Federation | République dominicaine      | Amérique       |
| 1971  | English Curling Association                  | Angleterre                  | Europe         |
| 2003  | Estonian Curling Association                 | Estonie                     | Europe         |
| 1979  | Finnish Curling Association                  | Finlande                    | Europe         |
| 1966  | Fédération française des sports de glace     | France                      | Europe         |
| 2013  | Georgian Curling Federation                  | Géorgie                     | Europe         |
| 1967  | Deutscher Curling-Verband                    | Allemagne                   | Europe         |
| 2003  | Hellenic Curling Association                 | Grèce                       | Europe         |
| 2016  |                                              | Guyana                      | Amérique       |
| 2014  | Hong Kong Curling Association                | Hong Kong                   | Pacifique-Asie |
| 1989  | Hungarian Curling Federation                 | Hongrie                     | Europe         |
| 1991  | Icelandic Sport Federation                   | Islande                     | Europe         |
| 2019  | Curling Federation of India                  | Inde                        | Pacifique-Asie |
| 2003  | Irish Curling Association                    | Irlande                     | Europe         |
| 2013  | Israel Curling Federation                    | Israël                      | Europe         |
| 1972  | Italian Curling Association                  | Italie                      | Europe         |
| 1985  | Japan Curling Association                    | Japon                       | Pacifique-Asie |
| 2003  | Kazakhstan Curling Association               | Kazakhstan                  | Pacifique-Asie |
| 2012  | Kosovo Curling Federation                    | Kosovo                      | Europe         |
| 2019  | Kuwait Winter Games Club                     | Koweït                      | Pacifique-Asie |
| 2017  | Curling Federation of the Kyrgyz Republic    | Kirghizistan                | Pacifique-Asie |
| 2001  | Latvian Curling Association                  | Lettonie                    | Europe         |
| 1991  | Liechtenstein Curling Association            | Liechtenstein               | Europe         |
| 2003  | Lithuanian Curling Association               | Lituanie                    | Europe         |
| 1976  | Luxembourg Curling Association               | Luxembourg                  | Europe         |
| 2016  | FMC Deportes Invernales AC                   | Mexique                     | Amérique       |
| 2012  | Mongolian Curling Federation                 | Mongolie                    | Pacifique-Asie |
| 1975  | Netherlands Curling Association              | Pays-Bas                    | Europe         |
| 1991  | New Zealand Curling Association              | Nouvelle-Zélande            | Pacifique-Asie |
| 2018  | Nigeria Curling Association                  | Nigeria                     | Pacifique-Asie |
| 1966  | Norwegian Curling Association                | Norvège                     | Europe         |
| 2003  | Polish Curling Association                   | Pologne                     | Europe         |
| 2017  | Portugal Curling Association                 | Portugal                    | Europe         |
| 2014  | Qatar Curling Federation                     | Qatar                       | Pacifique-Asie |
| 2010  | Romanian Curling Federation                  | Roumanie                    | Europe         |
| 1992  | Russian Curling Federation                   | Russie                      | Europe         |
| 2017  | Kingdom Curling Association                  | Arabie saoudite             | Pacifique-Asie |
| 1966  | Royal Caledonian Curling Club                | Écosse                      | Europe         |
| 2005  | National Curling Association of Serbia       | Serbie                      | Europe         |
| 2003  | Slovak Curling Association                   | Slovaquie                   | Europe         |
| 2010  | Slovenian Curling Association                | Slovénie                    | Europe         |
| 1994  | Korean Curling Association                   | Corée du Sud                | Pacifique-Asie |
| 1999  | Spanish Ice Sports Federation                | Espagne                     | Europe         |
| 1966  | Swedish Curling Association                  | Suède                       | Europe         |
| 1966  | Swiss Curling Association                    | Suisse                      | Europe         |
| 2009  | Turkish Curling Association                  | Turquie                     | Europe         |
| 2013  | Ukrainian Curling Federation                 | Ukraine                     | Europe         |
| 1966  | United States Curling Association            | États-Unis                  | Amérique       |
| 1991  | US Virgin Islands Curling Association        | Îles Vierges des États-Unis | Amérique       |
| 1982  | Welsh Curling Association                    | pays de Galles              | Europe         |